# 231 Nord 3.1249 et 3.1250
Les 231 Nord 3.1249 et 3.1250 sont des locomotives de type Pacific de la compagnie des chemins de fer du Nord. Elles se distinguent des autres sous-séries de « Super Pacific » par leurs distributions.

## Description
Construite par Blanc-Misseron en 1929, ces deux machines semblables à la série 3.1241 à 48, ont subi des modifications à la construction. Elles ont été transformées en locomotive à simple expansion, avec montage sur chaque machine d'un système de distribution de vapeur différents : système Caprotti pour la 3.1249 et Dabeg pour la 3.1250. Ces modifications n'apportant pas d'améliorations sensibles, il est décidé de procéder à de nouvelles modifications à partir de 1932.
À cette date, la 3.1249 est transformée en machine à simple expansion avec distribution Cossard, la 3.1250 suivra l'année suivante. Ce système était utilisé sur les locomotives-tender de banlieue série 4.1200 (futures 141 TC nord) conçues pour le même réseau. La distribution de la vapeur aux cylindres était réalisée à l'aide d'une came rotative qui effectuait non pas des oscillations mais des tours complets.
Si le système Cossard s'avère être pertinent sur les 2-141 TC, il est une véritable catastrophe sur les Super-Pacific renumérotées en 1938 par la SNCF 2-231 D 1 et 2. Par conséquent, les deux locomotives sont radiées dès juin 1945 pour être démolies en juillet 1946 pour la première et en avril de la même année pour la seconde.

## Utilisation et service
Elles furent livrées au dépôt de La Chapelle.

## Caractéristiques
Longueur hors tout : 12,53 m
Diamètre des roues motrices : 1 900 mm
Diamètre des roues porteuses bissel ar : 1 040 mm
Diamètre des roues porteuses bogie av : 950 mm
Poids à vide : 92,3 t
Poids en ordre de marche : 100,5 t
Vitesse maxi en service : 130 km/h
Diamètre et course des cylindres: 640x700mm
Pression de la chaudière : 17 kg/cm2
Surface de chauffe: 195,9 m2
Surface de surchauffe: 66,6 m2